# Deltorhinum robustum
Deltorhinum robustum là một loài bọ cánh cứng trong họ Bọ hung (Scarabaeidae).